# Pogromo de Białystok

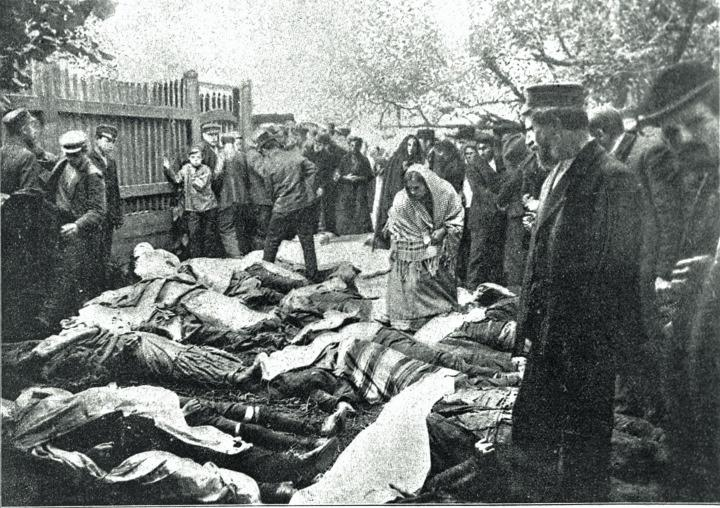
pogromo de Bialostok

El pogromo de Białystok ocurrió entre el 14 y el 16 de junio de 1906 (1 al 3 de junio en el estilo antiguo de fechas) en Białystok, Polonia (entonces parte del Imperio Ruso). Durante el mismo fueron asesinadas entre 81 y 88 personas por soldados del Ejército Imperial Ruso, las Centurias Negras y la Chernoe Znamia, unas 80 personas resultaron heridas.
El pogromo de Białystok fue uno de una serie de estallidos violentos contra los judíos producidos entre 1903 y 1908, incluidos el pogromo de Kishinev, el pogromo de Odesa y el pogromo de Kiev.

## Antecedentes
A principios del siglo XX, Białystok era una ciudad con una población predominantemente judía. En 1895, la misma ascendía a 47.783 (de 62.993 habitantes, alrededor del 76%). Białystok era principalmente una ciudad conocida por su industria textil. Durante la Revolución Rusa de 1905, la ciudad fue un centro del movimiento obrero radical, con fuertes organizaciones del Bund judío y el  Partido Socialista Polaco, así como los anarquistas más radicales de la asociación Chernoe Znamia.
En el verano de 1904, un anarquista de dieciocho años, Nisan Farber, apuñaló e hirió gravemente a Avraam Kogan, el dueño de una hilandería, cuando caminaba hacia la sinagoga en Yom Kipur El 6 de octubre, Farber arrojó una bomba en una comisaría, hiriendo a varios policías que se encontraban dentro. Farber murió a causa la explosión.
El 21 de febrero de 1905, el jefe de policía del distrito, Yelchin, fue asesinado y el 8 de junio, el nuevo jefe de policía de la ciudad, Pelenkin, resultó herido por la explosión de otra bomba. En julio de 1905, dos policías resultaron heridos por una bomba lanzada por el anarquista judío Aron Elin (Gelinker). En ese mismo año, los policías Mozger, Moneshko y Barancevich fueron asesinados y otros ocho policías resultaron heridos.
Como consecuencia de la violencia, se declaró la ley marcial en Białystok en septiembre de 1905, que duró hasta marzo de 1906. Después de que se levantara la ley marcial, comenzó de nuevo la serie de asesinatos y actos de terror. El 4 de marzo el oficial de policía Kulchitsky fue asesinado, seguido por los asesinatos del oficial de gendarmería Rubansky y el suboficial Syrolevich, quienes fueron asesinados el 18 de marzo. En mayo de 1906 los anarquistas mataron al oficial de policía Sheyman. Más adelante resultaron heridos los policías Zenevich y Alekseychuk y tres soldados rasos del regimiento de infantería Vladimir, el cosaco Lopatin fue asesinado.
Estos hechos provocaron la desmoralización y desorganización de la policía de la ciudad. Entre los años 1905 y 1906 hubo siete jefes de policía. La policía nunca entraba en la calle Surazh, que se consideraba un bastión de los anarquistas.
El 11 de junio de 1906 el jefe de policía de Białystok, Dierkacz, fue asesinado, probablemente por orden del comisario ruso y ferviente antisemita Szeremietiev. Dierkacz era conocido por sus simpatías liberales y su oposición al antisemitismo; por esto fue respetado tanto por el Bund judío como por el Partido Socialista Polaco. En una ocasión anterior, cuando soldados rusos atacaron a judíos en el mercado, Dierkacz había enviado a sus policías para sofocar la violencia y había declarado que se produciría un pogromo contra los judíos “sólo sobre su cadáver”. Su asesinato fue un presagio de la violencia que se avecinaba, ya que la gente de la ciudad notó que después de la muerte de Dierkacz, los soldados rusos comenzaron a prepararse para un pogromo.
El 14 de junio tuvieron lugar dos procesiones cristianas: una católica a través de la plaza del mercado celebrando el Corpus Christi y otra ortodoxa a través de la Ciudad Nueva de Białystok celebrando la fundación de una catedral. La procesión ortodoxa fue seguida por una unidad de soldados. Se arrojó una bomba contra la procesión católica y se dispararon tiros contra la procesión ortodoxa. Un vigilante de una escuela local, Stanislaw Milyusski, y tres mujeres, Anna Demidyuk, Aleksandra Minkovskaya y María Kommisaryuk, resultaron heridos. Estos incidentes constituyeron señales para el comienzo del pogromo. Testigos informaron que simultáneamente con los disparos alguien gritó “¡Golpeen a los judíos!” Después del pogromo, un campesino que fue arrestado por cargos no relacionados en la cercana ciudad de Zabłudów confesó que le habían pagado una cantidad sustancial de dinero para disparar contra la procesión ortodoxa con el fin de provocar el pogromo. Las autoridades rusas anunciaron que los judíos habían disparado contra la procesión ortodoxa.

## La violencia
Una vez que se efectuaron los primeros disparos, la violencia comenzó de inmediato. Multitudes de matones, incluidos miembros de las Centurias Negras, comenzaron a saquear tiendas y apartamentos de propiedad judía en la calle Nova-Linsk. Los policías y soldados que habían seguido antes la procesión ortodoxa permitieron que ocurriera la violencia o participaron ellos mismos. El primer día del pogromo fue caótico. Mientras unidades del ejército zarista llevadas a Białystok por las autoridades rusas intercambiaban disparos con grupos paramilitares judíos, matones armados con cuchillos y palancas se dispersaron por las principales zonas de la ciudad para continuar con el pogromo. Algunas secciones judías de la ciudad estaban protegidas por unidades de autodefensa, generalmente organizadas por los partidos obreros, que se movilizaban contra los matones y saqueadores. A su vez, los dragones zaristas les dispararon. Gracias a las autodefensas judías, varios sectores obreros de la ciudad se libraron de la violencia y se salvaron miles de vidas.
En los dos días siguientes los ataques a personas y bienes se hicieron más sistemáticos y dirigidos, asemejándose más a una acción militar coordinada que a un estallido espontáneo de violencia. Las turbas merodeadoras y los soldados zaristas irrumpieron en muchos hogares judíos y mataron a la gente que se encontraba en el lugar o los arrastraron afuera para asesinarlos. Solo al final del tercer día el ministro del Interior Piotr Stolypin ordenó a los gobernadores y alcaldes regionales que reprimieran el pogromo. La violencia terminó abruptamente con la retirada de las tropas rusas de la ciudad.

## Causas y efectos
Durante el transcurso del pogromo fueron asesinadas 88 personas, incluidos 82 judíos, aunque algunas fuentes mencionan un número mayor de 200. Se saquearon un total de 169 tiendas y casas, entre ellas las tiendas más grandes de la ciudad. El pogromo fue objeto de muchos reportajes y artículos, incluido un manifiesto especial emitido por el Partido Socialista Polaco condenando el hecho.
Las autoridades rusas intentaron culpar del pogromo a la población polaca local para despertar el odio entre dos grupos étnicos (que generalmente se oponían al zar). Sin embargo, los sobrevivientes judíos de la violencia informaron que la población polaca local había albergado a muchos judíos durante el pogromo y que no participaron. Apolinary Hartglas, un líder judío polaco y más tarde miembro del Sejm polaco, junto con Zeev Jabotinsky, lograron obtener documentos secretos emitidos por Szeremietiev que mostraban que el pogromo había sido organizado con mucha antelación por las autoridades rusas, las cuales habían transportado a trabajadores ferroviarios desde las profundidades del Imperio Ruso para participar. Una comisión establecida por la Duma rusa encargada de investigar el pogromo responsabilizó tanto a la policía local como a las autoridades centrales por la tragedia. En 1908, por iniciativa de los diputados demócratas constitucionales en la Duma, se juzgó a algunos de los perpetradores, pero el juicio fue muy criticado por dictar sentencias leves a los condenados y por no llevar a los verdaderos organizadores del pogromo ante la justicia.

## Monumento a las víctimas
Las víctimas del pogromo fueron enterradas en una fosa común en el cementerio de Bagnowka y se erigió un obelisco conmemorativo con un poema en hebreo de Zalman Sznejur inscrito en él. El poema comienza con las palabras "Mantente fuerte y siéntete orgulloso, pilar del dolor" y el monumento llegó a ser conocido como el Pilar del Dolor. El monumento sobrevivió a la Segunda Guerra Mundial y al Holocausto y aún permanece allí, aunque una fuente afirma falsamente que fue destruido después de la guerra por vándalos polacos desconocidos, posiblemente locales.

## El pogromo en la literatura
El pogromo se menciona en el famoso poema Babiyy Yar de Yevgueni Yevtushenko, sobre los asesinatos de judíos en Babi Yar en Ucrania por parte de la Alemania nazi.
La novela Burning Girls de Veronia Schanoes incluye un relato ficticio del pogromo.